# Melasina tylota
Melasina tylota är en fjärilsart som beskrevs av Edward Meyrick 1916. Melasina tylota ingår i släktet Melasina och familjen säckspinnare. Inga underarter finns listade i Catalogue of Life.